# فريدونا (نيويورك)
فريدونا (بالإنجليزية: Fredonia, New York)‏ هي منطقة سكنية تقع في الولايات المتحدة في مقاطعة تشاتاقوا، نيويورك. يقدر عدد سكانها بـ 11,230 نسمة ومساحتها 13.4 كم2 وترتفع عن سطح البحر 220 متر.

## التركيبة السكانية
حدّد مكتب تعداد الولايات المتحدة بيانات التركيبة السكانية لفريدونا في تعداد الولايات المتحدة. في ما يلي، التركيبة السكانية حسب تعدادي 2000 و2010.

### تعداد عام 2000
بلغ عدد سكان فريدونا 10,706 نسمة بحسب تعداد عام 2000، وبلغ عدد الأسر 3,641 أسرة وعدد العائلات 1,950 عائلة مقيمة في القرية. في حين سجلت الكثافة السكانية 796.6 نسمة لكل كيلومتر مربع (2,063.2/ميل2). وبلغ عدد الوحدات السكنية 3,829 وحدة بمتوسط كثافة قدره 284.9 لكل كيلومتر مربع (737.9/ميل2).
وتوزع التركيب العرقي للقرية بنسبة 96.36% من البيض و1.02% من الأمريكيين الأفارقة و0.32% من الأمريكيين الأصليين و1.06% من الأمريكيين ذوي الأصول الآسيوية و0.02% من سكان جزر المحيط الهادئ و0.50% من الأعراق الأخرى و0.74% من عرقين مختلطين أو أكثر و1.69% من الهسبانيون أو اللاتينيون من أي عرق.
بلغ عدد الأسر 3,641 أسرة كانت نسبة 26.1% منها لديها أطفال تحت سن الثامنة عشر تعيش معهم، وبلغت نسبة الأزواج القاطنين مع بعضهم البعض 41.7% من أصل المجموع الكلي للأسر، ونسبة 9.2% من الأسر كان لديها معيلات من الإناث دون وجود شريك، بينما كانت نسبة 2.6% من الأسر لديها معيلون من الذكور دون وجود شريكة وكانت نسبة 46.4% من غير العائلات. تألفت نسبة 30.3% من أصل جميع الأسر من عدة أفراد يعيشون في نفس المنزل ونسبة 12.6% كانت تتألف من شخص يعيش بمفرده يبلغ من العمر 65 عاماً أو أكثر. وبلغ متوسط حجم الأسرة المعيشية 2.33، أما متوسط حجم العائلات فبلغ 2.90.
بلغ العمر الوسطي للسكان 22.9 عاماً. وكانت نسبة 15.7% من القاطنين تحت سن الثامنة عشر، وكانت نسبة 17.9% بين الثامنة عشر والرابعة والعشرين عاماً، ونسبة 17.9% كانت واقعةً في الفئة العمرية ما بين الخامسة والعشرين والرابعة والأربعين عاماً، ونسبة 16.4% كانت ما بين الخامسة والأربعين والرابعة والستين، ونسبة 11.5% كانت ضمن فئة الخامسة والستين عاماً فما فوق. يوجد لكل 100 أنثى 87.5 ذكر، ويوجد لكل 100 أنثى في الثامنة عشر من عمرها فما فوق 84.7 ذكر.
بلغ متوسط دخل الأسرة في القرية 34,712 دولارًا، أما متوسط دخل العائلة فبلغ 49,549 دولارًا. وكان متوسط دخل الذكور 36,322 دولارًا مقابل 27,718 دولارًا للإناث. وسجل دخل الفرد الخاص بالقرية 15,685 دولارًا. وكانت نسبة 4.9% من العائلات ونسبة 19% من السكان تحت خط الفقر، وكان من هؤلاء نسبة 9.5% تحت سن الثامنة عشر ونسبة 7.5% في الخامسة والستين من العمر وما فوق.

### تعداد عام 2010
بلغ عدد سكان فريدونا 11,230 نسمة بحسب تعداد عام 2010، وبلغ عدد الأسر 3,811 أسرة وعدد العائلات 1,835 عائلة مقيمة في القرية. في حين سجلت الكثافة السكانية 835.6 نسمة لكل كيلومتر مربع (2,164.2/ميل2). وبلغ عدد الوحدات السكنية 4,099 وحدة بمتوسط كثافة قدره 305 لكل كيلومتر مربع (789.9/ميل2).
وتوزع التركيب العرقي للقرية بنسبة 93.82% من البيض و1.80% من الأمريكيين الأفارقة و0.27% من الأمريكيين الأصليين و1.61% من الأمريكيين ذوي الأصول الآسيوية و0.04% من سكان جزر المحيط الهادئ و1.19% من الأعراق الأخرى و1.27% من عرقين مختلطين أو أكثر و3.91% من الهسبانيون أو اللاتينيون من أي عرق.
بلغ عدد الأسر 3,811 أسرة كانت نسبة 21.8% منها لديها أطفال تحت سن الثامنة عشر تعيش معهم، وبلغت نسبة الأزواج القاطنين مع بعضهم البعض 36.1% من أصل المجموع الكلي للأسر، ونسبة 9% من الأسر كان لديها معيلات من الإناث دون وجود شريك، بينما كانت نسبة 3% من الأسر لديها معيلون من الذكور دون وجود شريكة وكانت نسبة 51.8% من غير العائلات. تألفت نسبة 32.2% من أصل جميع الأسر من عدة أفراد يعيشون في نفس المنزل ونسبة 12.9% كانت تتألف من شخص يعيش بمفرده يبلغ من العمر 65 عاماً أو أكثر. وبلغ متوسط حجم الأسرة المعيشية 2.24، أما متوسط حجم العائلات فبلغ 2.85.
بلغ العمر الوسطي للسكان 22.8 عاماً. وكانت نسبة 13.1% من القاطنين تحت سن الثامنة عشر، وكانت نسبة 42.2% بين الثامنة عشر والرابعة والعشرين عاماً، ونسبة 15.2% كانت واقعةً في الفئة العمرية ما بين الخامسة والعشرين والرابعة والأربعين عاماً، ونسبة 17.7% كانت ما بين الخامسة والأربعين والرابعة والستين، ونسبة 11.8% كانت ضمن فئة الخامسة والستين عاماً فما فوق. وتوزع التركيب الجنسي للسكان بنسبة 46.8% ذكور و53.2% إناث.

## المدن التوأمة
مدينة بامبرغ هي مدينة توأمة لـفريدونا (نيويورك).

## أعلام
- جين ويبستر
- لويس إي. وودز
- كيفن سيلفستر
- هربرت بوتنام
- فورست فيلبس